# Agnes Vandenbergh
Agnes Vandenbergh is een Belgisch voormalig bowler.

## Levensloop
Vandenbergh maakte deel uit van het 'Team of five' (voorts samengesteld uit Nadine Payeur, Maria Christiaens, Jacqueline Coudère en Lea Verstappen) dat brons behaalde op de Europese kampioenschappen van 1969 te Kopenhagen.